# FC Internazionale Milano (női csapat)
A Football Club Internazionale Milano (röviden: Inter Women, Internazionale, Inter Femminile vagy Inter) egy olasz sportegyesület, amelynek van női labdarúgó szakosztálya is, amely az olasz női első osztályban szerepel.

## Klubtörténet
2018. október 23-án alapították meg hivatalosan a klub női szakosztályát, bár az egyesület korábban is rendelkezett amatőr részleggel. Az Internazionale  A 2018–19-es szezonban kezdte meg az első szezonját a másodosztályban és első mérkőzésükön a Cittadella ellen 2–0 arányban bizonyultak jobbnak. A csapat első találatát Fabiana Costi szerezte. A bajnokságot megnyerték és Gloria Marinelli 26 góllal lett a liga legjobb góllövője.
2019. szeptember 14-én léptek először pályára az élvonalban, a ChievoVerona ellen 2–2-s döntetlent értek el. A francia Julie Debever szerezte az Inter első gólját az első osztályban. Egy héttel később első győzelmüket ünnepelték az Empoli klubja ellen megnyert mérkőzésen.

## Sikerlista
- Másodosztályú bajnok (1): 2018–19

## Játékoskeret
2023. január 31-től
| #  |     | Poszt | Név                        |
| -- | --- | ----- | -------------------------- |
| 1  | ITA | K     | Astrid Gilardi             |
| 12 | ITA | K     | Alessia Piazza             |
| 22 | ITA | K     | Francesca Durante          |
| 32 | ITA | K     | Elena Belli                |
| 38 | ITA | K     | Lavinia Tornaghi           |
| 2  | NOR | V     | Anja Sønstevold            |
| 3  | NED | V     | Stefanie van der Gragt     |
| 13 | ITA | V     | Beatrice Merlo             |
| 14 | ITA | V     | Chiara Robustellini        |
| 17 | HUN | V     | Fördős Beatrix             |
| 29 | ISL | V     | Anna Björk Kristjánsdóttir |
| 5  | FRA | KP    | Ghoutia Karchouni          |
| 6  | ITA | KP    | Irene Santi                |

| #  |     | Poszt | Név                  |
| -- | --- | ----- | -------------------- |
| 18 | ITA | KP    | Marta Pandini        |
| 19 | ITA | KP    | Lisa Alborghetti     |
| 20 | ITA | KP    | Flaminia Simonetti   |
| 25 | DEN | KP    | Frederikke Thøgersen |
| 27 | HUN | KP    | Csiszár Henrietta    |
| 34 | JPN | KP    | Mihasi Mana          |
| 37 | ITA | KP    | Francesca Colonna    |
| 7  | ITA | CS    | Gloria Marinelli     |
| 9  | ITA | CS    | Elisa Polli          |
| 10 | ITA | CS    | Tatiana Bonetti      |
| 11 | MWI | CS    | Tabitha Chawinga     |
| 33 | CMR | CS    | Ajara Nchout         |
| 35 | ITA | CS    | Beatrice Calegari    |

## Korábbi híres játékosok
| - Roberta Aprile - Regina Baresi - Martina Brustia - Anna Catelli - Manuela Coluccini - Fabiana Costi - Giulia Dragoni - Eleonora Goldoni - Chiara Marchitelli - Ilaria Mauro - Silvia Pisano - Alice Regazzoli - Simona Sodini - Stefania Tarenzi - Bianca Vergani - Danila Zazzera | - Ella Van Kerkhoven - Kathellen - Yoreli Rincón - Eva Bartoňová - Caroline Møller - Anna Auvinen - Linda Nyman - Julie Debever - Andreia Norton - Macarena Portales - Elin Landström |

## Vezetőedzők
- Sebastián de la Fuente (2018–2019)
- Attilio Sorbi (2019–2021)
- Rita Guarino (2021–)